# National Life Finance Corporation
National Life Finance Corporation NLFC (国民生活金融公庫, Kokumin seikatsu kin-yu kohko) est une institution gouvernementale financière japonaise qui finance des très petites entreprises ne pouvant bénéficier de prêts des banques privées. Au 31 décembre 2006, la banque annonce avoir réalisé pour 8 984 milliards de yens de financement.